# Vuelta al Alentejo
La Vuelta al Alentejo (oficialmente: Volta ao Alentejo/Liberty Seguros) es una vuelta ciclista profesional por etapas que se disputa en la región del Alentejo en Portugal. 
Se disputa desde 1983 de forma ininterrumpida. Fue una carrera de categoría 2.5 (última categoría del profesionalismo) hasta ascender progresivamente a la 2.3. Desde la creación de los Circuitos Continentales UCI en 2005 forma parte del UCI Europe Tour dentro de la categoría 2.1, hasta que a partir de la edición del 2010 (coincidiendo con la reducción de una jornada: de cinco a cuatro) descendió a la 2.2 (última categoría del profesionalismo). Ese año 2010 se fusionó con el Gran Premio CTT Correios de Portugal y en 2012 con el Gran Premio Crédito Agrícola de la Costa Azul renombrándose por el nombre oficial actual. En 2017 ascendió a la categoría 2.1 pero al año siguiente volvió a descender a la categoría 2.2.
Siempre finaliza en la ciudad de Evora, hasta que en el 2011, con el cambio de nombre oficial por el de GP PAD-Volta ao Alentejo ya no tuvo final fijo por ejemplo en 2011 finalizó en Redondo y en 2012, con el cambio al nombre actual, acabó en Grândola. Consta de cinco etapas, a partir del 2010 de cuatro, en algunas ocasiones una de ellas con doble sector. En 2013 volvió a las 5 etapas.
Está organizada por Lagos Sports.
El primer ganador fue el portugués Paulo Ferreira. Carlos Barbero fue el primero en imponerse en más de una ocasión.

## Palmarés
| Año                                           | Ganador                      | Segundo                      | Tercero                      |           |
| --------------------------------------------- | ---------------------------- | ---------------------------- | ---------------------------- | --------- |
| Vuelta al Alentejo                            |                              |                              |                              |           |
| 1983                                          | Paulo Ferreira               | Manuel Zeferino              | Alexandre Ruas               |           |
| 1984                                          | Marco Antonio Chagas Martins | Eduardo Correia              | Firmino Bernardino           |           |
| 1985                                          | Adelino Teixeira             | Manuel Cunha                 | José Xavier                  |           |
| 1986                                          | Manuel Zeferino              | Paulo Ferreira               | Carlos Marta                 |           |
| 1987                                          | Joaquim Salgado              | José Xavier                  | Manuel De Sa Neves           |           |
| 1988                                          | Joaquim Gomes                | Jorge Silva                  | Marco Antonio Chagas Martins |           |
| 1989                                          | Fernando Carvalho            | Marco Antonio Chagas Martins | José Urea                    |           |
| 1990                                          | José Recio                   | Delmino Pereira              | Eduardo Correia              |           |
| 1991                                          | Jesús Blanco Villar          | Paulo Ferreira               | Eduardo Correia              |           |
| 1992                                          | António Pinto                | Oleg Petrovich Chuzhda       | Manuel Cunha                 |           |
| 1993                                          | Jorge Silva                  | Juan Martínez Oliver         | Joaquim Andrade              |           |
| 1994                                          | Carlos Alberto Carneiro      | Joaquim Sampaio              | Joaquim Gomes                |           |
| 1995                                          | Asiat Saitov                 | Pedro Silva                  | Joaquim Andrade              |           |
| 1996                                          | Miguel Induráin              | Prudencio Induráin           | David García Markina         |           |
| 1997                                          | Aitor Garmendia              | Francisco Javier Mauleón     | David Cañada                 |           |
| 1998                                          | Melcior Mauri                | Vítor Gamito                 | César Solaun                 |           |
| 1999                                          | José Luis Rubiera            | Melcior Mauri                | David Plaza                  |           |
| 2000                                          | Claus Michael Møller         | Youri Sourkov                | Ángel Edo                    |           |
| 2001                                          | László Bodrogi               | Cândido Barbosa              | Andréi Zinchenko             |           |
| 2002                                          | Joaquim Andrade              | David Bernabéu               | Vladímir Karpets             |           |
| 2003                                          | Andréi Zinchenko             | Paulo Ferreira de Moura      | Hugo Sabido                  |           |
| 2004                                          | Danail Petrov                | Joaquim Andrade              | Joaquim Sampaio              |           |
| 2005                                          | Xavi Tondo                   | Pedro Soeiro                 | Sérgio Ribeiro               |           |
| 2006                                          | Sérgio Ribeiro               | Dani Moreno                  | Aleksandr Yefimkin           |           |
| 2007                                          | Manuel Vázquez Hueso         | Félix Cárdenas               | Manuel Lloret                |           |
| 2008                                          | Héctor Guerra                | David Blanco                 | Jackson Rodríguez            |           |
| 2009                                          | Maxime Bouet                 | Héctor Guerra                | Vitaliy Kondrut              |           |
| 2010                                          | David Blanco                 | Alejandro Marque             | Fábio Silvestre              |           |
| G. P. PAD-Vuelta al Alentejo                  |                              |                              |                              |           |
| 2011                                          | Evaldas Šiškevicius          | Filipe Cardoso               | Bruno Sancho                 |           |
| Volta ao Alentejo/Crédito Agrícola Costa Azul |                              |                              |                              |           |
| 2012                                          | Alexey Kunshin               | Filipe Cardoso               | Samuel Caldeira              |           |
| 2013                                          | Jasper Stuyven               | Chad Haga                    | Alejandro Marque             |           |
| 2014                                          | Carlos Barbero               | Eduard Prades                | Karel Hník                   |           |
| 2015                                          | Paweł Bernas                 | Delio Fernández              | James Oram                   |           |
| 2016                                          | Enric Mas                    | Krister Hagen                | David de la Fuente           |           |
| 2017                                          | Carlos Barbero               | Rinaldo Nocentini            | Jasper de Laat               |           |
| 2018                                          | Luís Mendonça                | Ricardo Mestre               | Mark Downey                  |           |
| 2019                                          | João Rodrigues               | Luís Mendonça                | Raúl Alarcón                 |           |
| 2020                                          | cancelada                    | cancelada                    | cancelada                    | cancelada |
| 2021                                          | Mauricio Moreira             | José Fernandes               | Rafael Reis                  |           |
| 2022                                          | Orluis Aular                 | Xabier Mikel Azparren        | José Fernandes               |           |
| 2023                                          | Orluis Aular                 | Adrián Bustamante            | Alex Molenaar                |           |
| 2024                                          | Eduard Prades                | Francisco Peñuela            | Abner González               |           |

## Palmarés por países
| País        | Victorias |
| ----------- | --------- |
| Portugal    | 14        |
| España      | 14        |
| Rusia       | 3         |
| Venezuela   | 2         |
| Bulgaria    | 1         |
| Dinamarca   | 1         |
| Francia     | 1         |
| Hungría     | 1         |
| Lituania    | 1         |
| Bélgica     | 1         |
| Polonia     | 1         |
| Uruguay     | 1         |
| Reino Unido | 1         |